# Ilya Salmanzadeh
Ilya Salmanzadeh (Estocolmo, 19 de setembro de 1986), também conhecido como ILYA, é um produtor musical, compositor e cantor sueco.